# Кудревич, Александр Андреевич
Алекса́ндр Андре́евич Кудре́вич (укр. Олександр Андрійович Кудревич; род. 1952) — генеральный директор аграрно-арендного предприятия «Заря», Харьковская область, Герой Украины (2004).

## Биография
Родился 4 июня 1952 года в с. Кирилловка, Красноградского района Харьковской области в семье колхозников. Украинец.
Депутат Харьковсого областного совета (с 04.2006).

### Образование
- В 1967 году окончил среднюю школу.
- С 1967 по 1971 учился в Липковатовском сельскохозяйственном техникуме (с. Липковатовка). По окончании получил специальность зоотехника.
- С 1975 по 1981 учился в Харьковском зооветеринарном институте (заочное отделение), специальность зооинженер.
- С 1995 по 2000 учился на заочном отделении Харьковской юридической академии им. Ярослава Мудрого, специальность юрист.

### Деятельность
- С 1971 по 1973 — служба в рядах Советской Армии.
- С 1973 по 1975 — работа в совхозе «Степок» Барвенковского района зоотехником отделения.
- С 1975 по 1981 — работа главным зоотехником в колхозе «20 Партсъезда», с. Кобзовка Красноградского района.
- С 1981 по 1985 — работа главным зоотехником в колхозе «Заря коммунизма», с. Николо-Камышеватая Красноградского района.
- С 1985 по 1993 — работа на посту председателя колхоза «Заря коммунизма».
- С 1994 по 1999 — председатель КСП «Заря».
- С 1994 по 1998 — Народный депутат Верховного Совета Украины.
- С 2000 года и по настоящее время работает генеральным директором частного аграрно-арендного предприятия (ЧААП) «Заря»[1], с. Николо-Камышеватая, Красноградский район Харьковской области.

## Награды и звания
- Герой Украины (с вручением ордена Державы, 16 ноября 2004 — за выдающиеся личные заслуги перед Украинским государством в развитии агропромышленного комплекса, достижение наивысших в регионе показателей по производству сельскохозяйственной продукции, многолетний самоотверженный труд).
- Заслуженный работник сельского хозяйства Украины (2002).
- Благодарность председателя областной государственной администрации и председателя областного совета.[2]